# 博鲁普
博鲁普（Borup），美国明尼苏达州诺曼县城市，位于该县南部。总面积0.65平方公里，总人口110人（2010年美国人口普查）。